# 海城街道
海城街道是中华人民共和国浙江省温州市龙湾区下辖的一个街道办事处。

## 行政区划
海城街道下辖以下村级行政区划单位：
前冈社区、后冈社区、上涂村、东溪村、埭头村、屿门村、石坦村、邱宅村、东门村、中星村、西一村和东成村。